# Philippe Niang
Philippe Niang est un scénariste et réalisateur français, né le 12 octobre 1951 à Paris.

## Biographie
Philippe Niang est ancien élève de l'IDHEC. Il travaille essentiellement pour la télévision.

## Filmographie

### Scénariste
- 1993 : Les Aventuriers d'Eden River
- 1997 : Joséphine, ange gardien
- 1997 : Miracle à l'Eldorado
- 1999 : Gaffe Loulou !
- 2003 : Les Grands Frères
- 2003 : Un bébé noir dans un couffin blanc
- 2004 : Vous êtes de la région?
- 2005 : Si j'avais des millions
- 2007 : Le Fantôme du lac
- 2009 : Pas de toit sans moi
- 2009 : Les Amants de l'ombre
- 2012 : Toussaint Louverture

### Réalisateur
- 1989 : Un privé au soleil, trois épisodes
- 1997 : Miracle à l'Eldorado
- 1998 : Nestor Burma épisode Une aventure de Nestor Burma
- 1999 : Gaffe Loulou !
- 2000 : Le Crocodile
- 2007 : Le Fantôme du lac
- 2009 : Les Amants de l'ombre
- 2012 : Toussaint Louverture
- 2015 : La Permission
- 2016 : Meurtres en Martinique
- 2018 : La Révolte des innocents
- 2022 : La Malédiction du lys

## Distinctions
- Prix média ENFANCE majuscule 2019 (mention) Catégorie Fiction pour La Révolte des innocents